# Auguste Jal

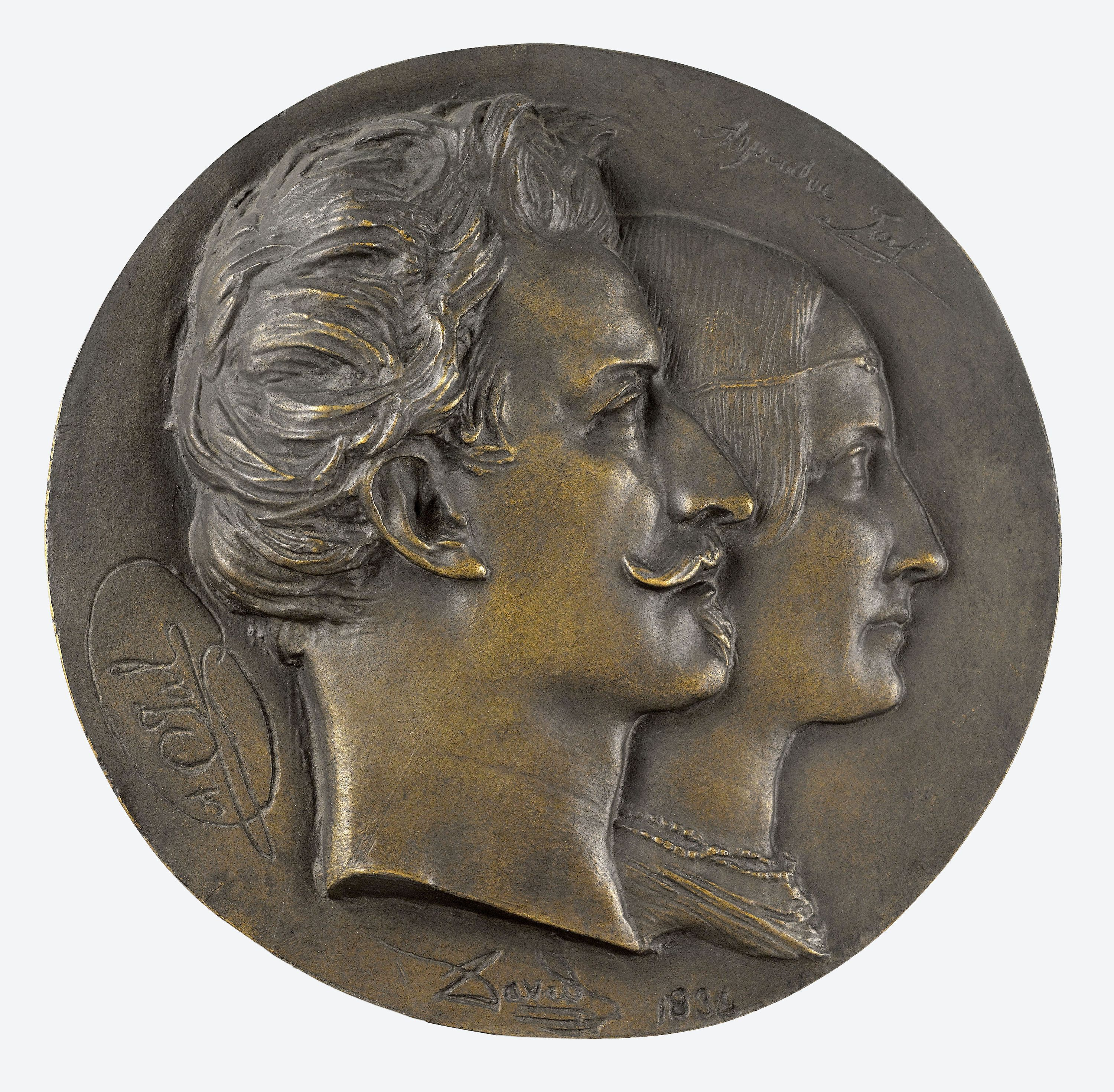
David d'Angers – Porträt von Auguste und Aspasie Jal

Auguste Jal, oder auch bekannt unter den Pseudonymen Gustave Jal sowie Gabriel Fictor (* 4. Februar 1795 als Augustin Jal in Lyon; † 4. Mai 1873 in Vernon), war ein französischer Kunstkritiker und Marinehistoriker.

## Biographie
Jal, Sohn des in der rue Désirée in Lyon niedergelassenen Handelsmaklers Pierre Jal und dessen Ehefrau Josephine Legavre, absolvierte seine Schulzeit als Externer am Lycée impérial de Lyon, das ihn mehrfach für seine Leistungen in Latein auszeichnete. Von 1811 bis 1815 besuchte er die Marineschule in Brest und kehrte zuerst nach Lyon zurück. Im selben Jahr wurde er noch als Kadett mit seiner Kompanie herangezogen, um Paris zu verteidigen. Noch während der Herrschaft der Hundert Tage führte er Truppen gegen den duc d’Angoulême. Deshalb wurde er im Zuge der zweiten Restauration entlassen. Er schlug sich als Hilfsarbeiter, Journalist, Maler und Privatlehrer durch und wandte sich nebenbei der Literatur und der Kunstkritik zu. Er schrieb über das Musée du Luxembourg, Diderot und über Kunst und Philosophie im Allgemeinen . So widmete er auch dem Salon de Paris in den Jahren 1819 bis 1833 seine besondere Aufmerksamkeit.
Über seine familiären Verhältnisse ist bekannt, dass 1823 sein Sohn Antoine Anatole Jal geboren wurde, der später als Architekt tätig war.
Nach der Julirevolution konnte Jal wieder beruflich Fuß fassen. 1830 war er an der Besetzung Algeriens durch französische Truppen beteiligt, aber nicht in der kämpfenden Truppe, sondern als offizieller Berichterstatter für die Regierung. 1831 wurde Jal zum Attaché in die historischen Sektion im Marineministerium berufen und zum offiziellen Marinehistoriker und im Dezember 1852 zum Kurator des Marinearchivs befördert. Er unternahm mehrere Forschungsreisen. So war er 1834 in Italien. 1841 besuchte er Griechenland und die Türkei. Jal war auch Leiter des Pariser Stadtarchivs, das bei den Aufständen der Pariser Kommune durch Brand völlig zerstört wurde.
1833 wurde Jal Ritter, 1846 Offizier der Ehrenlegion. Für sein Glossaire nautique, ein Wörterbuch für historische und moderne Ausdrücke in der Seefahrt, erhielt er 1850 den Prix Gobert der Académie des inscriptions et belles-lettres, den er 1872 für sein Buch Abraham Duquesne et la marine de son temps erneut erhielt.
Jal blieb bis ins hohe Alter aktiv und veröffentlichte unter anderem das Dictionnaire critique de biographie et d'histoire, ein umfassendes Werk mit Biographien vieler historischer und zeitgenössischer Persönlichkeiten, für das er das Pariser Stadtarchiv auswertete.
Jals Autobiographie, die von seinem ehemaligen Kollegen, dem stellvertretenden Konservator des Marine-Archives und Historiker Pierre Margry (1818–1894) publiziert wurde, erschien posthum im Jahr 1877 unter dem Titel Souvenirs d'un homme de lettres.

## Publikationen (Auswahl)
- Gustave J** : Mes visites au musée royal du Luxembourg. Ladvocat, Paris, 1818 (Digitalisat).
- Gustave Jal: L’ombre de Diderot et le bossu du Marais, dialogue critique sur le Salon de 1819. Coréard, Paris, 1819 (Digitalisat).
- L’artiste et le philosophe. Entretiens critiques sur le salon de 1824. Ponthieu, Paris 1824 (Digitalisat).
- Dictionnaire théatral. J.-N. Barba, Paris, 1824 – in Zusammenarbeit mit François-Antoine Harel und Maurice Alhoy (Digitalisat).
- Resumé de l’histoire du Lyonnais. Paris 1826.
- Napoléon et la censure. Paris 1826.
- Esquisses, croquis, pochades, ou tout ce qu’on voudra sur le Salon de 1827. A. Dupont, Paris, 1828 (Digitalisat).
- Salon de 1831. Ébauches critiques. A.-J. Dénain, Paris 1831 (Digitalisat).
- Scenes de la vie maritime. 3 Bände, Gosselin, Paris 1832.
- Salon de 1833. les causeries du Louvre. C. Gosselin, Paris 1833.
- De Paris à Naples. 2 Bände, Allardin, Paris 1836 (Digitalisat Band 1, Band 2).
- Archéologie navale. 2 Bände, Paris 1839
- Les soirées du gaillard d’arrière. 3 Bände, Paris 1840
- Documents inédits sur l’histoire de la marine au XVIe siècle. Imprimerie Royale, Paris, 1842 (Digitalisat).
- Mémoire sur les trois couleurs nationales. Paris 1845
- Glossaire nautique. Répertoire polyglotte de termes de Marine anciens et modernes. Didot, Paris 1848 (Digitalisat).
- La flotte de César. Paris 1861 (Digitalisat).
- Dictionnaire critique de biographie et d’histoire. Errata et supplément pour tous les dictionnaires historiques d’après des documents authentiques inédits. Plon, Paris 1867 (Digitalisat); 2. Auflage Plon, Paris 1872 (Digitalisat).
- Abraham Du Quesne et la marine de son temps. Plon, Paris 1872 (Digitalisat).
- Souvenirs d’un homme de lettres. Léon Techener, Paris 1877 (Digitalisat).